# Times Square Tower 1
Pour les articles homonymes, voir Times Square Tower et Times Square (homonymie).
La Times Square Tower 1 est un gratte-ciel en construction à Zhuhai en Chine. Il s'élèvera à 208 mètres. Les travaux sont actuellement suspendus.